# Bob Rock

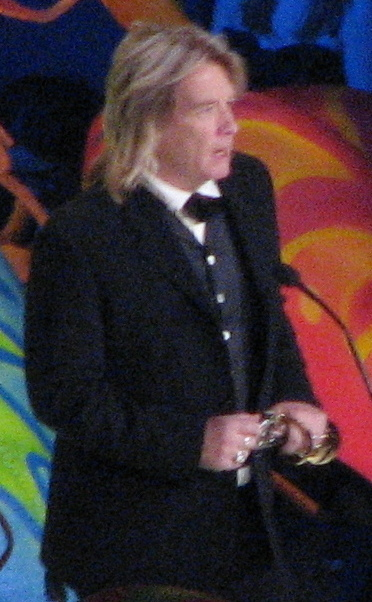
Bob Rock (2009)

Robert Jens „Bob“ Rock (* 19. April 1954 in Vancouver, British Columbia) ist ein kanadischer Musikproduzent, Tontechniker und Musiker.

## Leben und Karriere
Als ehemaliger Assistent von Bruce Fairbairn produzierte Rock unter anderem für Mötley Crüe, Bon Jovi, David Lee Roth und Skid Row. Am meisten Aufmerksamkeit erregte er jedoch durch die über 14 Jahre andauernde Zusammenarbeit mit der Band Metallica.
Als Musiker war Rock ab 1981 Mitglied der Band Payola$, mit der er bis 1985 vier Alben aufnahm. Anschließend war er Gitarrist der 1988 von ihm gegründeten Hard-Rock-Band Rockhead. Die Band veröffentlichte 1992 ein selbstbetiteltes Album und löste sich 1993 auf.
Als Jason Newsted im Frühjahr 2001 seinen Ausstieg bei Metallica bekannt gab, standen Metallica ohne Bassisten da. Rock half daher für das 2003er Album St. Anger am Bass aus und trat vereinzelt auch mit der Band auf, bis ein neuer Bassist gefunden war.
Trotz eines Statements im Herbst 2005, in dem der Metallica-Schlagzeuger Lars Ulrich erklärte, dass Rock „wohl auf Ewigkeit unser Produzent bleiben“ werde, arbeiteten Metallica für das Album Death Magnetic schon 2006 stattdessen mit Rick Rubin zusammen.
2007 wurde Bob Rock in die Canadian Music Hall of Fame aufgenommen.

## Diskografie (Produzent, Auswahl)
- 1988: Kingdom Come – Kingdom Come
- 1989: Blue Murder – Blue Murder
- 1989: The Cult – Sonic Temple
- 1989: Mötley Crüe – Dr. Feelgood
- 1991: David Lee Roth – A Little Ain’t Enough
- 1991: Metallica – Metallica (The Black Album)
- 1992: Bon Jovi – Keep the Faith
- 1994: Mötley Crüe – Mötley Crüe
- 1994: The Cult – The Cult
- 1996: Metallica – Load
- 1997: Metallica – ReLoad
- 1998: Bryan Adams – On a Day Like Today
- 1998: Metallica – Garage Inc.
- 1999: Metallica –  S&M (Live)
- 2000: The Moffatts – Submodalities
- 2001: The Cult – Beyond Good and Evil
- 2003: Metallica – St. Anger
- 2005: Mötley Crüe – Red, White and Crüe (Songs 15–17)
- 2006: Mötley Crüe – Carnival of Sins (Live)
- 2006: Lostprophets – Liberation Transmission
- 2008: The Offspring – Rise and Fall, Rage and Grace
- 2009: 311 – Uplifter
- 2012: The Offspring – Days Go By
- 2021: The Offspring – Let the Bad Times Roll
- 2024: The Offspring – Supercharged